# César Chávez
César Estrada Chávez (ur. 31 marca 1927 w Yuma, zm. 23 kwietnia 1993 w San Luis) – amerykański działacz społeczny, rolnik pochodzenia meksykańskiego, jedna z czołowych postaci w walce o prawa obywatelskie i sprawiedliwość społeczną w Stanach Zjednoczonych.
Podejmował działania na rzecz mniejszości latynoskiej mieszkającej w Stanach, zwłaszcza na rzecz praw pracowników zatrudnianych w rolnictwie. Był współzałożycielem NFWA National Farm Workers Association (Narodowego Stowarzyszenia Pracowników Rolnych), które później przeobraziło się w związek zawodowy pod nazwą UFW – United Farm Workers (Zjednoczeni Pracownicy Rolni). Efektem podejmowanych przez niego działań było nie tylko polepszenie warunków pracy wielu tysięcy robotników rolnych, ale także powszechne, społeczne rozpoznanie imigracji latynoskiej jako istotnego czynnika, kształtującego obecną mozaikę kulturową Stanów Zjednoczonych i posiadającego przemożny wpływ na politykę i gospodarkę kraju.
Jako symbol walki o prawa obywatelskie, a także dzięki swej charyzmie i zapałowi, porównywany jest często do Martina Luthera Kinga. Wielu Amerykanów meksykańskiego pochodzenia uważa go obecnie za swego bohatera. Jego urodziny obchodzone są jako dzień świąteczny w czterech stanach (Kalifornii, gdzie dzień ten jest dniem wolnym od pracy, Teksasie, Arizonie i Kolorado).
W 2003 roku poczta amerykańska wydała serię znaczków upamiętniających Chaveza i pracowników rolnych, w których imieniu podejmował szereg działań w duchu nonviolence – działania bez przemocy. W kalifornijskich miastach Modesto, Sacramento, San Diego, Berkeley czy San José - wielu parkom publicznym i skwerom nadano jego imię. W Los Angeles jedna z większych alei, Brooklyn Avenue, przemianowana została na Cesar Chavez Avenue; w San Francisco przespacerować się można ulicą Cesara Chavez, a w Austin, w Teksasie, jeden z większych bulwarów miejskich nosi nazwę Cesar Chavez Boulevard. W 2005 roku w San Antonio odbyło się spotkanie poświęcone pamięci Cesara Chaveza jako osoby walczącej o prawa pracownicze legalnych imigrantów i ich rodzin. American Friends Service Committee (AFSC) trzykrotnie nominowało Chaveza do Pokojowej Nagrody Nobla.

## Lata młodości
Cesar Chavez urodził się niedaleko Yumy w stanie Arizona w marcu 1927 roku w farmerskiej rodzinie meksykańskiego pochodzenia. Jego matka Juana Estrada Chavez oraz tradycyjne wychowanie w rodzinie katolickiej miały ogromny wpływ na późniejszą, dojrzałą już myśl Chaveza. Ojciec Librado był właścicielem niewielkiej farmy i często angażował małego Cesara do pracy na niej. Im bardziej jednak Cesar i jego rodzeństwo pomagali ojcu na farmie, tym częściej zaniedbywali obowiązki szkolne. Dodatkowo, ówczesne szkoły amerykańskie wciąż podporządkowane były wymogom segregacji rasowej, co wiązało się z przykrymi doświadczeniami, jakie Cesar i jego rodzeństwo wynieśli z ławy szkolnej (byli karani za używanie języka hiszpańskiego bądź obrzucani obelgami ze strony swych rówieśników).
W 1937 roku ojciec Librado zmuszony był odsprzedać farmę, a w wyniku niefortunnych transakcji i niesprzyjającej sytuacji ekonomicznej kraju, wychodzącego właśnie z krachu gospodarczego, wyruszył z całą rodziną w poszukiwaniu lepszych warunków życia. Dorastający Cesar przekonywał się powoli, że edukacja szkolna ma niewiele wspólnego z wędrownym życiem, jakie przyszło mu wieść. W rezultacie ciężkiej pracy oraz częstych przeprowadzek, do których zmuszeni byli rodzice dorastającego Cesara, Chavez uczęszczał do trzydziestu siedmiu różnych szkół.
W 1942 roku ukończył szkołę podstawową. Ponieważ ojciec uległ wypadkowi i nie mógł pracować przy zbiorach rolnych, Chavez czuł się w obowiązku finansowo dopomóc rodzicom. Zamiast kontynuować naukę w szkole średniej – został robotnikiem rolnym. W 1944 roku powołany został do marynarki wojennej. Służył na okręcie wojennym patrolującym strefy wojenne Oceanu Spokojnego. Przygodę z wojskiem zakończył w wieku 21 lat. W 1948 roku poślubił Helenę Fabelę, z którą osiedlił się w Sal Si Puedes (biednej dzielnicy San José) w Kalifornii, gdzie na świat przyszła, w kolejnych latach, ósemka jego dzieci.

## Początki działalności
To właśnie w San José poznał i zaprzyjaźnił się z ojcem Donaldem McDonellem, z których często rozprawiał o tym, na czym znał się najlepiej, tj. o warunkach pracy tych, którzy zatrudniani byli przy zbiorach warzyw i owoców na polach Kalifornii. Coraz częściej zaczęła się pojawiać w ich rozmowach tematyka walki bez przemocy oraz akcji bezpośredniej (direct action) jako potencjalnych środków działania. Wkrótce też zapoznał się z Fredem Rossem z organizacji samorządowej Community Service Organization (CSO), w której został woluntariuszem, pomagając w rejestracji głosujących imigrantów.
W 1952 roku podjął regularną pracę dla CSO i rozpoczął swą karierę przy organizowaniu samorządów dla lokalnej społeczności latynoskiej. Podróżując po Kalifornii, wygłaszał prelekcje na temat potrzeby zrzeszenia, które pomagałoby walczyć o prawa imigrantów, zwłaszcza tych pracujących przy zbiorach rolnych na polach tego stanu.
W 1956 roku opuścił CSO. Wraz z Dolores Huerta utworzył Narodowe Zrzeszenie Pracowników Rolnych (National Farm Workers Association (NFWA)), które wkrótce przekształciło się w związek zawodowy pod nazwą Zjednoczeni Pracownicy Rolni (United Farm Workers (UFW)), z siedzibą główną w Keene w Kalifornii. 8 września 1965 roku wraz ze zrzeszeniem filipińskich robotników rolnych zainicjował strajk winogronowy w Delano, by razem zaprotestować przeciwko niskim płacom w rolnictwie.
Sześć miesięcy później z tych samych przyczyn Chavez wraz z NFWA przeprowadził, historyczny już, strajk (la huelga!) pracowników rolnych i głośny przemarsz z Delano do Sacramento, stolicy Kalifornii i siedziby władz stanowych. Podczas 300-milowego marszu, który stał się swoistą pielgrzymką i zyskał medialny rozgłos, protestujący namawiali Amerykanów, by ci - jako wyraz poparcia dla działań uczestników marszu - zaprzestali kupowania winogron zebranych w warunkach generujących złą sytuacją społeczną i ekonomiczną wielu rodzin. Strajk rozpoczęty 1966 roku trwał nieprzerwanie przez 5 lat i zdobył rozgłos w całym kraju, przyjmując różnorodne formy (strajki głodowe, przedstawienia Teatru Campesino, tysięczne manifestacje, publikacje w prasie związkowej). Kiedy specjalna podkomisja Senatu amerykańskiego zainteresowała się niepokojącą sytuacją w Kalifornii, Robert Kennedy, ówczesny senator, odwiedził Chaveza podczas jednego z podjętych przez niego strajków głodowych i ogłosił pełne poparcie dla jego roszczeń. Chavez zyskał również poparcie Martina Luthera Kinga, wyrażone w wysłanym do niego telegramie tuż przed zamachem na jego życie.

## Dalsza działalność

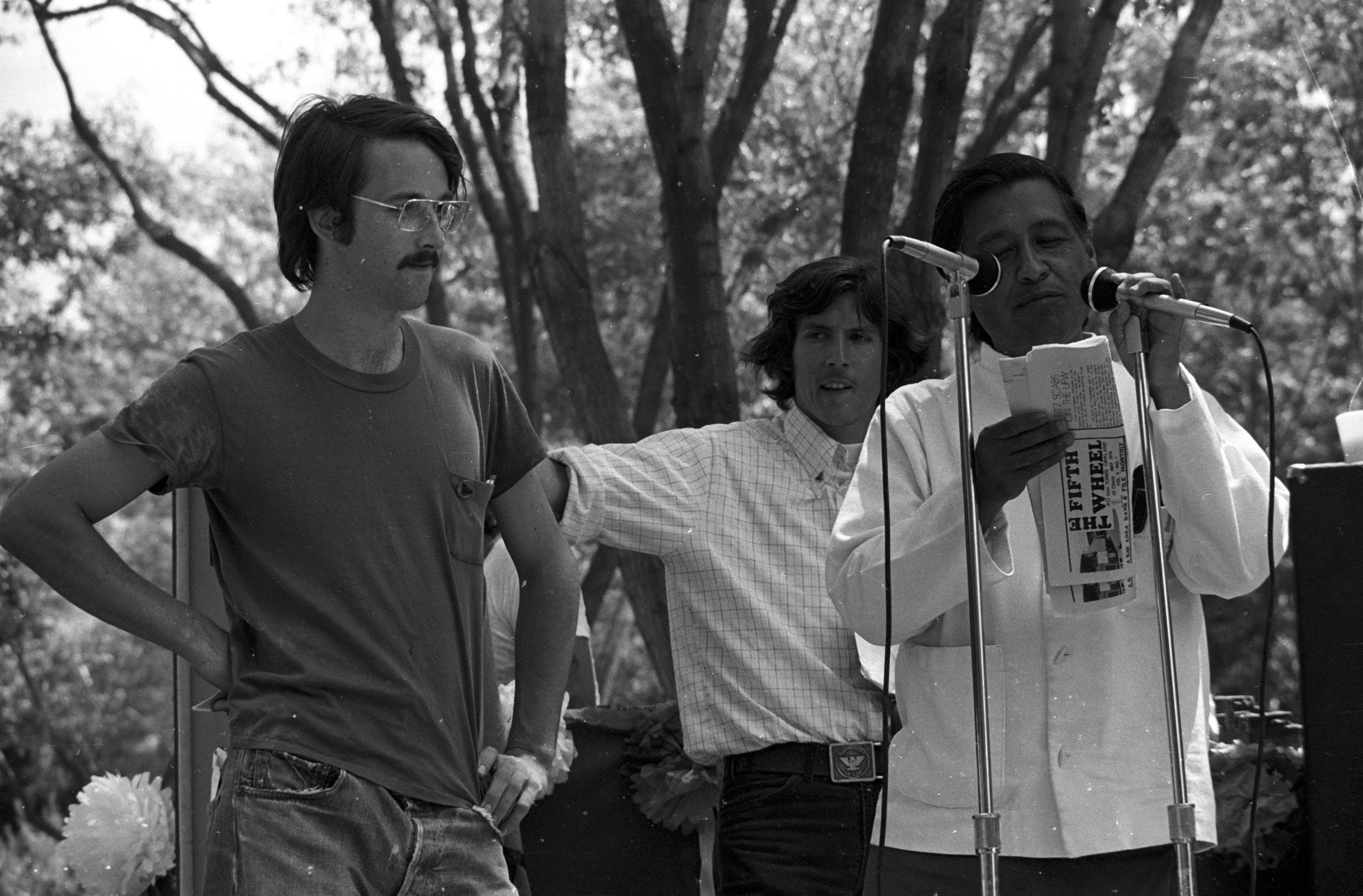
Chávez przemawiający w 1974

W 1969 roku Chavez wraz z członkami UFW zorganizował przemarsz przez Imperial i Coachella Valley aż do granicy z Meksykiem, by zaprotestować przeciwko zatrudnianiu nielegalnych imigrantów przez kalifornijskich hodowców i farmerów. Kwestia nielegalnych imigrantów z Meksyku była o tyle frapująca, że ci zabierali pracę legalnie przebywającym w Stanach pracownikom, a to miało wpływ na utrzymywanie niskiego poziomu płac. W dużej mierze problemy, z którym zmierzyć się musiał teraz Chavez, były skutkami istniejącego w latach 1942-1964 programu Bracero. W 1973 roku UFW prawo federalne zabroniło zatrudniania nielegalnych pracowników.
8 maja 1974 roku, gubernator Kalifornii Edmund G. Brown podpisał ustawę, zwaną później Agricultural Labor Relations Act (ALRA), która zezwalała robotnikom rolnym na zrzeszanie się i organizowanie spotkań oraz dochodzenie swych praw poprzez jednostkę administracyjną do tego wyznaczoną, jaką było Agricultural Labor Relations Board. W zamian za to ponad 50% zatrudnionych przez związek miało podpisać z nim umowę, w której stwierdzano, że związek jest ich oficjalnym przedstawicielem. Dzięki spełnieniu warunków prawo weszło w życie z dniem 28 sierpnia 1975 roku.
Małymi krokami, ale skutecznie, udało się Chavezowi oraz wszystkim tym, którzy wspierali jego walkę, osiągnąć zakładany cel - podpisanie korzystnych kontraktów o pracę. Wysiłek setek protestujących skutkował pierwszym na tak ogromną skalę zwycięstwem pracowników rolnych w historii USA.
Dodatkowo działania te skutkowały podobnymi akcjami w Południowym Teksasie, gdzie w 1966 roku UWF wsparło robotników pracujących przy zbiorach owoców w zorganizowaniu marszu do Austin, w celu ukazania poparcia dla walki prowadzonej przez UFW. Tam też w 1975 roku powstał związek zawodowy: Texas Farm Workers Union.
Na środkowym zachodzie USA ruch Cesara Chaveza zainspirował powstanie dwóch kolejnych niezależnych związków: Obreros Unidos w Wisconsin w 1966 roku oraz Farm Labor Organizing Committee (FLOC) w Ohio w 1967 roku.
Na początku lat 70. Chavez zorganizował kolejne strajki i bojkoty w celu zwrócenia uwagi na niskie płace zatrudnianych przy zbiorach winogron i sałaty. Sam też podjął serię kolejnych strajków głodowych. W latach 80. Chavez rozpoczął akcję protestacyjną, która miała na celu zwrócenie uwagę na negatywne skutki używania toksycznych pestycydów w uprawie winogron. Większość z podejmowanych działań zakończyła się sukcesem.
Jeszcze przed jego śmiercią, w 1986 roku, prezydent Ronald Reagan podpisał Immigration Reform and Control Act (IRCA), którego celem nadrzędnym było ograniczenie imigracji oraz zalegalizowanie statusu zatrudnionych już w rolnictwie imigrantów.

## Dziedzictwo
W 1993 roku Chavez został uhonorowany nagrodą Pacem in Terris – tytuł nagrody pochodzi z encykliki papieża Jana XXIII, w której papież nawołuje wszystkich ludzi dobrej woli do walki o pokój między narodami.
Cesar Chavez zmarł 23 kwietnia 1993 roku w San Luis w Arizonie. W rok po jego śmierci żona Chaveza odebrała z rąk prezydenta Billa Clintona pośmiertnie przyznany jej mężowi Medal Wolności.
Najstarszy syn Fernado oraz wnuczek Anthony jeżdżą po kraju z serią wykładów i prelekcji dotyczących dziedzictwa Cesara Chaveza. Mimo iż Chavez nie uważał się za intelektualistę, lecz za człowieka czynu, nie sposób z jego słów i czynów nie wyodrębnić głębokiego przesłania o istocie sprawiedliwości społecznej i potrzebie nieposłuszeństwa obywatelskiego. W Stanach Zjednoczonych powstaje coraz więcej monografii poświęconych jego myśli oraz szkiców historycznych odtwarzających wydarzenia tamtych lat.